# William A. Sturge

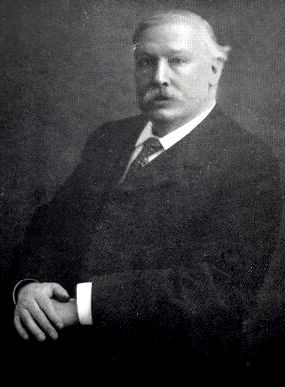
William A. Sturge

William Allen Sturge (* 6. September 1850 in Bristol, England; † 27. März 1919) war ein englischer Arzt und Archäologe.
Seine Eltern – sein Vater war Landvermesser – waren Quäker, Mitglieder einer puritanischen Religionsgemeinschaft in England. Sein Interesse für die Medizin entdeckte er, nachdem er sich beim Fußballspiel am Knie verletzt hatte und zu seinem Onkel in Behandlung kam.
Nachdem er von 1868 an zwei Jahre an der Universität in Bristol Medizin studiert hatte, erkrankte er an Diphtherie und während der Rekonvaleszenz an rheumatischem Fieber, was die Fortsetzung seines Studiums verzögerte. Er beendete sein Studium 1873 mit einem Abschluss am Kings College in London.
Am National Hospital for Paralysis and Epilepsy arbeitete er von da an. 1876 ging er nach Paris und studierte dort Neurologie bei Jean-Martin Charcot und Pathologie bei Jean Alfred Fournier.
Posthum berühmt wurde William A. Sturge durch die Erstbeschreibung des Sturge-Weber-Syndroms 1879 an einem sechseinhalbjährigen Mädchen. Das Mädchen hatte einen Naevus flammeus auf der einen Gesichtsseite und fokale Krampfanfälle auf der anderen Körperseite. Diese Krampfanfälle – und das wurde erst viele Jahrzehnte später entdeckt – waren wahrscheinlich durch Angiome der Meningen verursacht.
Von 1880 bis 1907 praktizierte er in Nizza. Dort war er während der Aufenthalte Königin Victorias an der französischen Riviera Leibarzt der königlichen Familie.
Im Jahr 1907 wandte er sich der Archäologie zu. Sein Interesse galt der griechischen und etruskischen Töpferei sowie neolithischen und paläolithischen Funden. In seinem Museum in Suffolk trug er 100 000 Fundstücke zusammen. Die steinzeitliche Sammlung befindet sich im Britischen Museum; die Sammlung griechischer Amphoren im Toronto Museum. Er ist Mitbegründer der Society of Prehistoric Archaeology of East Anglia.

## Schriften (Auswahl)
- A case of spondylitis deformans. In: Trans. clin. Soc. Lond. Band 12, 1879, S. 204 ff.